# Stradivari Axelrod
La Axelrod è una viola costruita a Cremona nel 1695 da Antonio Stradivari. È uno degli undici strumenti decorati di Stradivari tuttora esistenti, nonché l'unica viola decorata costruita da Stradivari della quale si abbia notizia.
La viola ha una doppia filettatura, con degli arabeschi disegnati tra i due filetti invece dei rombi d'avorio che caratterizzano gli altri dieci strumenti decorati. Sulla tavola armonica, al di sotto della tastiera, è dipinto lo stemma del Regno di Sicilia, parte del quale non è più visibile per via del processo di ridimensionamento subito dallo strumento.
All'inizio del XIX secolo furono perse le tracce di tale strumento per un secolo circa. La viola non viene menzionata nella monografia su Stradivari degli Hill edita nel 1902, e furono gli stessi Hill a riportarla alla luce nel 1931. Nel 1979 la viola è stata acquistata da Herbert Richard Axelrod, accompagnata da un certificato degli Hill, ed è rimasta nella sua collezione fino al 1997, quando è stata da lui donata allo Smithsonian Institution, dove è esposta nel National Museum of American History come parte del Quartetto Axelrod.